# کریستین بوسکف
کریستین بوسکف (انگلیسی: Christine Boskoff; ۷ سپتامبر ۱۹۶۷ – ۱۴ نوامبر ۲۰۰۶ (estimated)) کوهنورد اهل ایالات متحده آمریکا بود.